# Dr. João
João Antonio Holanda Caldas (Maceió, 21 de março de 1990), é um médico e político brasileiro filiado ao Partido Republicano da Ordem Social (PROS). Exerceu mandato de deputado federal, como suplente, em 2020.